# Veitsbronn
Veitsbronn là một đô thị thuộc huyện Fürth trong bang Bayern nước Đức. Đô thị Veitsbronn có diện tích 16,16 km², dân số thời điểm 31 tháng 12 năm 2006 là 6258 người.